# Апнея
Апнеята (на старогръцки: ἄπνοια – букв. безветрие, отсъствие на дишане) е спиране на дишането. По време на апнея няма движение на мускулите за дишане, а обемът на белите дробове остава непроменен.
Съществуват три форми на апнея: обструктивна (ОСА), централна (ЦСА) и комбинирана. Обструктивният тип е най-често срещаната форма, спадаща към заболяванията на горните дихателни пътища; за разлика от централната, която се класифицира като неврологичен проблем. При проявите на ОСА дихателните пътища се блокират частично или напълно, което води до спиране на дишането за минимум десет секунди (до една минута при по-тежките случаи). Спирането на дишането причинява спад на нивото на кислород в кръвта, карайки мозъка да се събуди и изпрати паник сигнали към тялото, за да се възобнови дишането (така наричаните микросъбуждания).
Апнея може да бъде постигната доброволно, да бъде индуцирана от лекарства (с опиатна или триптаминова токсичност), механично (например чрез асфиксия) или може да се появи в резултат на неврологично заболяване или травма. По време на сън при пациенти страдащи от сънна апнея, тези събития могат да се появят от 5 до над 30 пъти на всеки час, в зависимост от апнея-хипопнея индекса (АХИ) на пациента. При пациентите с индекс над 30 (над 30 появи на апнея на час) степента на сънна апнея се определя като тежка. Нормалният индекс на човек, който не страда от сънна апнея, е в диапазона 1-5 АХИ.
Апнея може да се наблюдава и в периоди на повишена емоция, като например по време на плач.